# Равнина Элизий

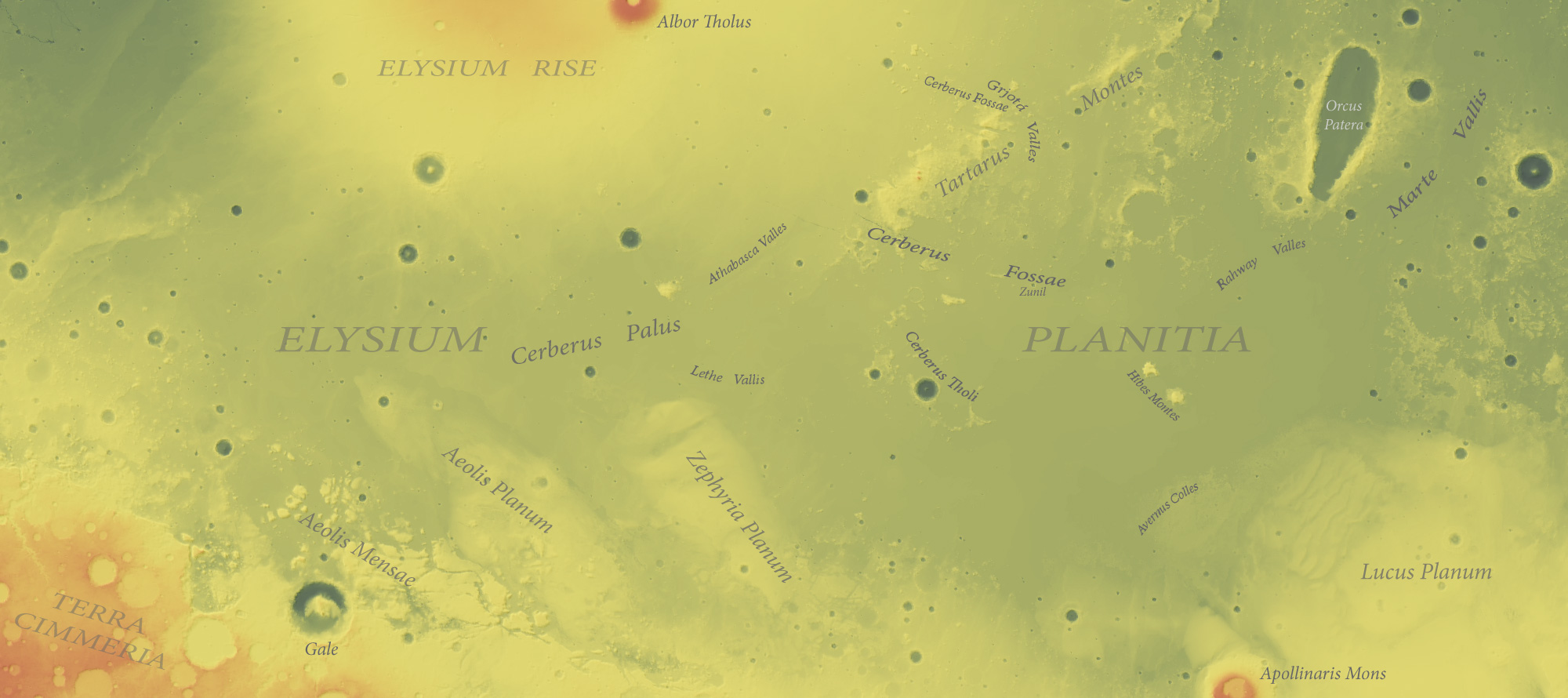
Карта равнины Элизий

Равнина Элизий (лат. Elysium Planitia) — равнина на Марсе, между нагорьем Элизий и Киммерийской землёй. Размер — около 3000 км с востока на запад и 1000 км с севера на юг, координаты центра — 3°00′ с. ш. 154°42′ в. д. / 3,0° с. ш. 154,7° в. д..
Привлекает интерес исследователей хорошо сохранившимися пустыми бассейнами и руслами, оставленными жидкостью — по разным версиям, водой или лавой. Примечательна похожими на огромные льдины плитами, некогда плававшими по этой жидкости, и своеобразными завитками в промежутках между ними.

## Название
Равнина названа именем детали альбедо Элизий (лат. Elysium) — светлой пятиугольной области, обнаруженной по наземным наблюдениям. Последняя ещё в XIX веке получила от Джованни Скиапарелли название райской страны Элизий из мифов Древней Греции. Снимки космических аппаратов показали, что эта светлая область — обширное нагорье. Название «Элизий» перешло и на нагорье, и на примыкающую к нему равнину, и ещё на несколько деталей рельефа этого региона (см. Элизий (нагорье)#Название).
Название равнины Элизий было утверждено Международным астрономическим союзом в 1973 году. Изначально в номенклатуре МАС это название распространялось и на упомянутое нагорье, но на современных картах МАС оно относится только к низменности.

## Описание

### Расположение и смежные объекты
Равнина Элизий — часть обширных низменностей, занимающих бо́льшую часть северного полушария Марса. С юга её ограничивает Киммерийская земля — часть древних кратерированных возвышенностей, характерных для южного полушария. На севере равнина граничит с вулканическим нагорьем Элизий, на северо-западе — с равниной Утопия, а на северо-востоке — с равниной Амазония.
На юго-востоке равнины Элизий стоит вулкан Apollinaris Mons, а около центра — скопление мелких вулканов Cerberus Tholi. Другие возвышенности равнины — две горы под общим названием Hibes Montes в её восточной части, хребет Tartarus Montes и холмы Tartarus Colles на северо-восточном краю, плато Lucus Planum и скопление столовых гор Zephyria Mensae на юго-востоке, плато Zephyria Planum и Aeolis Planum на юге и столовые горы Aeolis Mensae на юго-западе. Рядом с последними расположен хаос Aeolis Chaos.
С нагорья Элизий на равнину тянется система грабенов борозды Цербера длиной около 1200 км. Ширина отдельных грабенов достигает километра. Вероятно, когда-то из них извергалась лава. Из области этих борозд происходят самые сильные марсотрясения, зафиксированные сейсмометром SEIS зонда InSight (находящегося примерно за 1600 км).
У северо-восточного края равнины Элизий лежит своеобразный 380-километровый кратер патера Орк. Следующие по размеру наименованные кратеры равнины — лежащие на её южном краю де Вокулёр (302 км), кратер  Гусева (158 км), кратер Гейла (154 км), Боэддикер (107 км), Рёйль (84 км), а также 60-километровый кратер Томбо около её центра. В северо-восточной части равнины лежит 10-километровый кратер Суниль, примечательный очень малым возрастом (около 1 млн лет; вероятно, самый молодой из марсианских кратеров подобного размера) и тем, что он может быть источником по крайней мере некоторых метеоритов-шерготтитов.

### Русла и бассейны
Вероятно, в нойские времена равнина Элизий вместе с другими северными низменностями Марса была покрыта океаном. Отдельные небольшие водоёмы могли сохраняться на ней и позже.
С юга — с Киммерийской земли — на равнину Элизий тянутся сухие речные русла, самые крупные из которых — долина Маадим (длиной около 700 км) и долина Аль-Кахира (около 600 км). Другая система сухих русел — долины Атабаска (Athabasca Valles) длиной более 300 км и шириной более 10 км — спускается на равнину с севера, начинаясь в одной из борозд Цербера (Cerberus Fossae). Она впадает в особенно плоскую часть равнины, известную как болото Цербера (Cerberus Palus) или Западный бассейн Элизий (англ. Western Elysium Basin). По всей видимости, когда-то там было озеро. В ряде работ оно интерпретировано как водяное, а в ряде других — как лавовое. Размер этого озера составлял около 800×900 км, площадь — около 150 или 250 тысяч км2, а максимальная глубина (по оценке 2005 года, сделанной по кратерам, валы которых достигали поверхности озера) — около 50 м. Впоследствии уровень жидкости упал на десятки метров. Озеро имело два стока: на юго-востоке (долина Лета, Lethe Vallis) и на юго-западе. Существуют признаки прорыва этого озера в соседний бассейн через долину Лета.
Судя по подсчёту кратеров, жидкость в болоте Цербера существовала совсем недавно по марсианским меркам — по некоторым оценкам, лишь несколько миллионов лет назад. Впрочем, этот способ датировки здесь осложнён множеством вторичных кратеров кратера Суниль. Источник жидкости болота Цербера — долины Атабаска — одна из самых молодых и хорошо сохранившихся систем долин Марса. Это сделало её одним из самых исследуемых регионов планеты.

### Характер поверхности

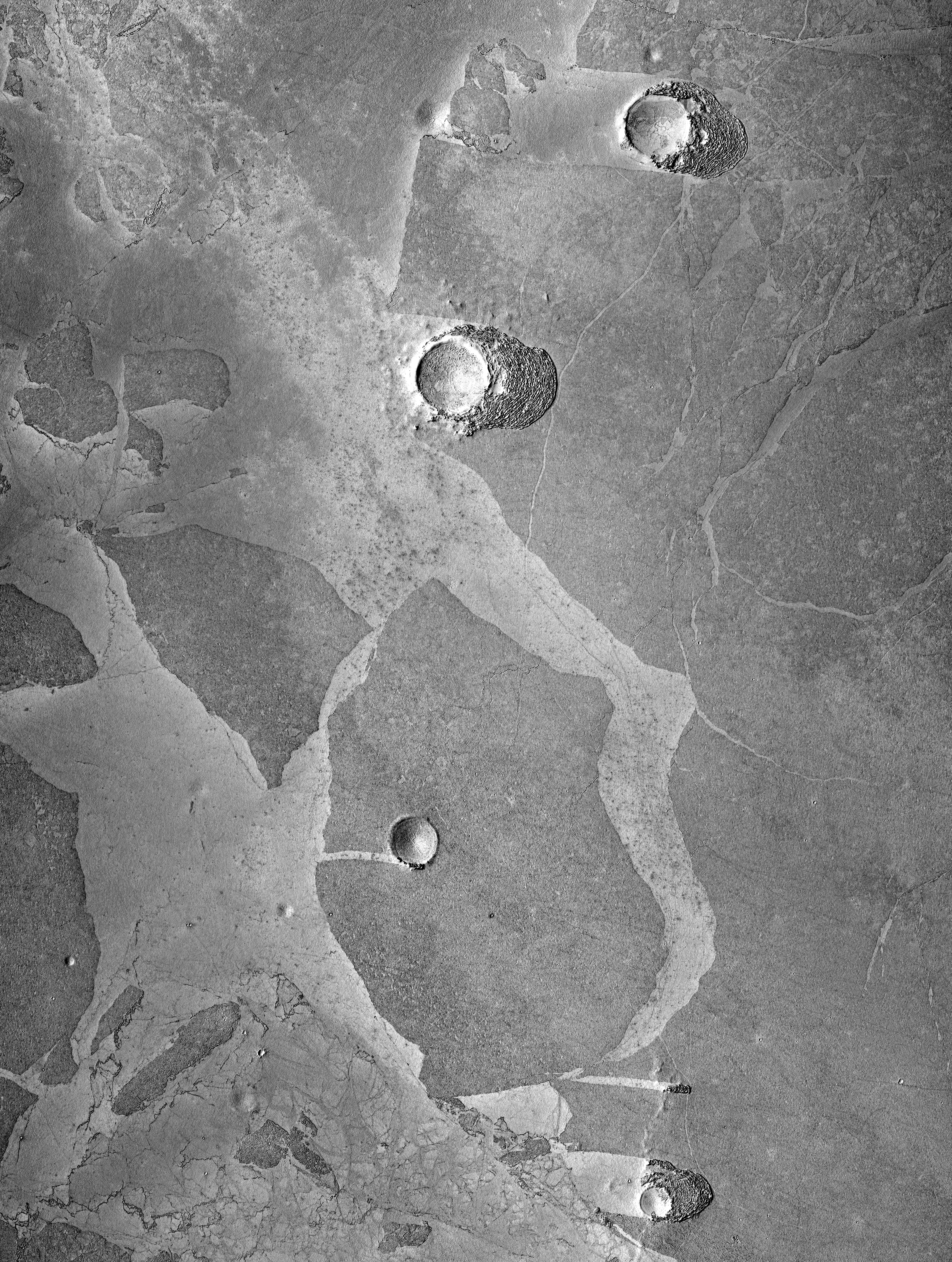
Плиты (льдины или обломки корки из застывшей лавы) в болоте Цербера на равнине Элизий. Плиты двигались налево и натыкались на поднимавшиеся над уровнем жидкости валы кратеров. С правой стороны каждого крупного кратера видно скопление обломков плиты, а с левой — образовавшуюся в ней выемку. Снимок MRO (2006), размер — 24×31 км.

Болото Цербера примечательно скоплениями угловатых плит, подобных льдинам. Размер этих плит — от десятков метров до более 50 км. По ним видно, что они разламывались и смещались (иногда на много километров), после чего застыли неподвижно. На некоторых плитах можно проследить несколько эпизодов раскалывания, сдвига и застывания. Двигались они в основном в направлении от источника жидкости — долин Атабаска. Препятствия прорезали в движущихся плитах выемки, обрастая нагромождениями обломков.
По морфологии эти плиты очень похожи на земной паковый лёд. Согласно другой версии, это обломки корки на застывавшем лавовом озере. Определить состав плит из-за нанесённых ветром песка и пыли трудно. Радарные исследования показали, что льда под поверхностью бывшего бассейна сейчас очень мало (<5 % в верхнем слое толщиной 0,5—1 м), но это не доказывает изначальное отсутствие воды: она могла вытечь или испариться.
В промежутках между плитами есть множество завитков, образованных неглубокими бороздами. На площади около 4 км2 насчитано 269 завитков диаметром от 5 до 30 м. Кое-где поверхность промежутков между плитами образовывала «вторичные» плиты, которые тоже могли разламываться и сдвигаться. Случалось, что при этом части одного завитка оказывались на разных плитах, и из этого видно, что завитки образовались до раскалывания «вторичных» плит.
Эти завитки интерпретируют как структуры, возникающие из-за напряжения сдвига между потоками лавы, движущимися с разной скоростью. Они известны и в земных лавовых потоках и озёрах, где имеют размер от 5 см до ≥10 м. Завитки в болоте Цербера стали первыми, найденными на другой планете. Их наличие — один из аргументов в пользу того, что болото заполняла именно лава: вода и лёд не создают подобных структур.
Кроме того, на равнине Элизий (на берегах долины Лета) обнаружены скопления каменных многоугольников. Размер этих многоугольников составляет 15-20 м. Их интерпретируют как признак богатого льдом грунта, когда-то неоднократно замерзавшего и оттаивавшего (вулканические явления таких объектов не создают).
Юго-восточный край равнины примечателен своеобразным узором из дугообразных разломов.

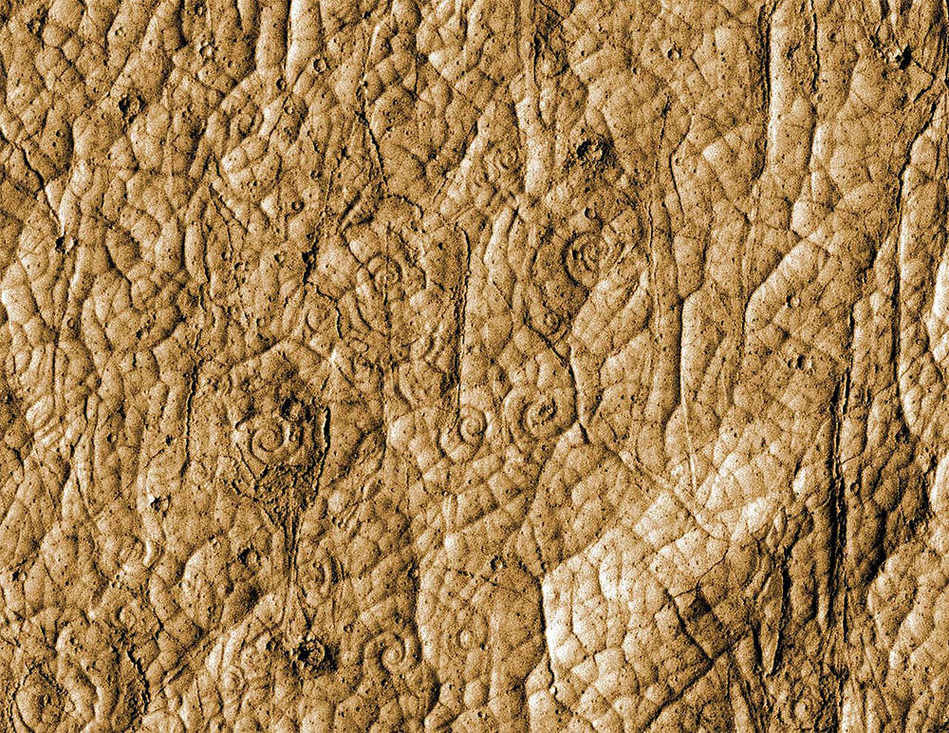
Лавовые завитки в болоте Цербера (ширина снимка — около 500 м)
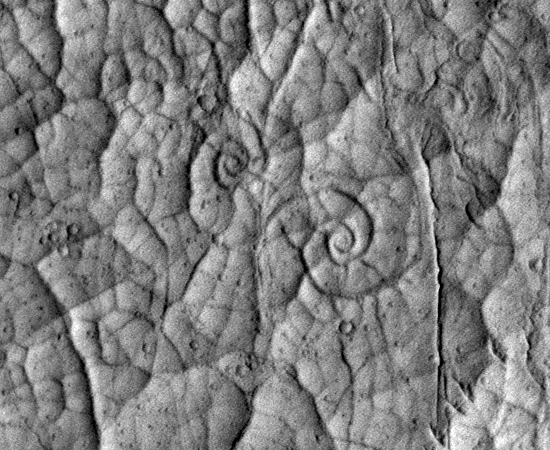
Два завитка крупным планом (диаметр правого — около 30 м)
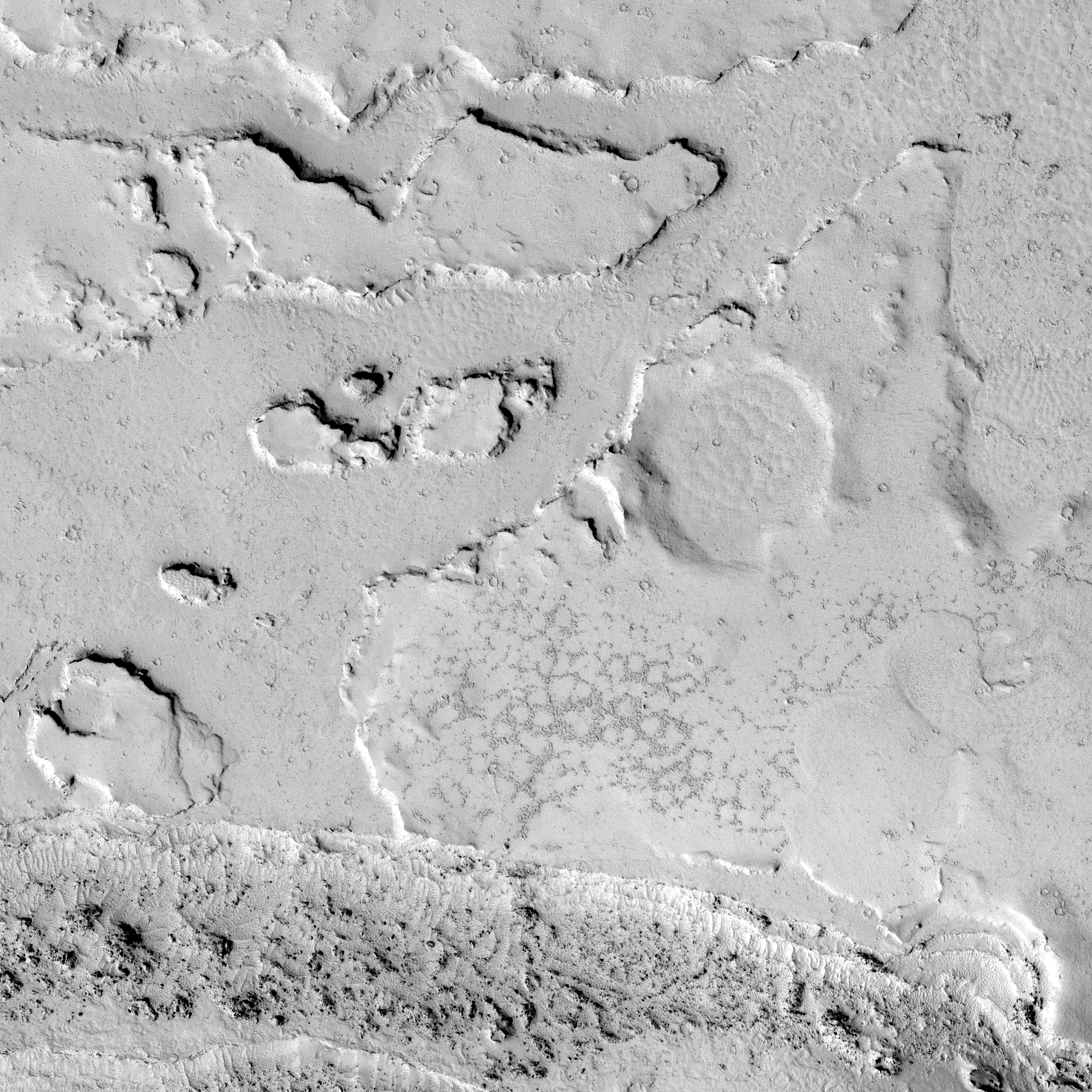
Внизу — часть долины Лета, выше — скопление каменных многоугольников. Ширина снимка — 850 м.
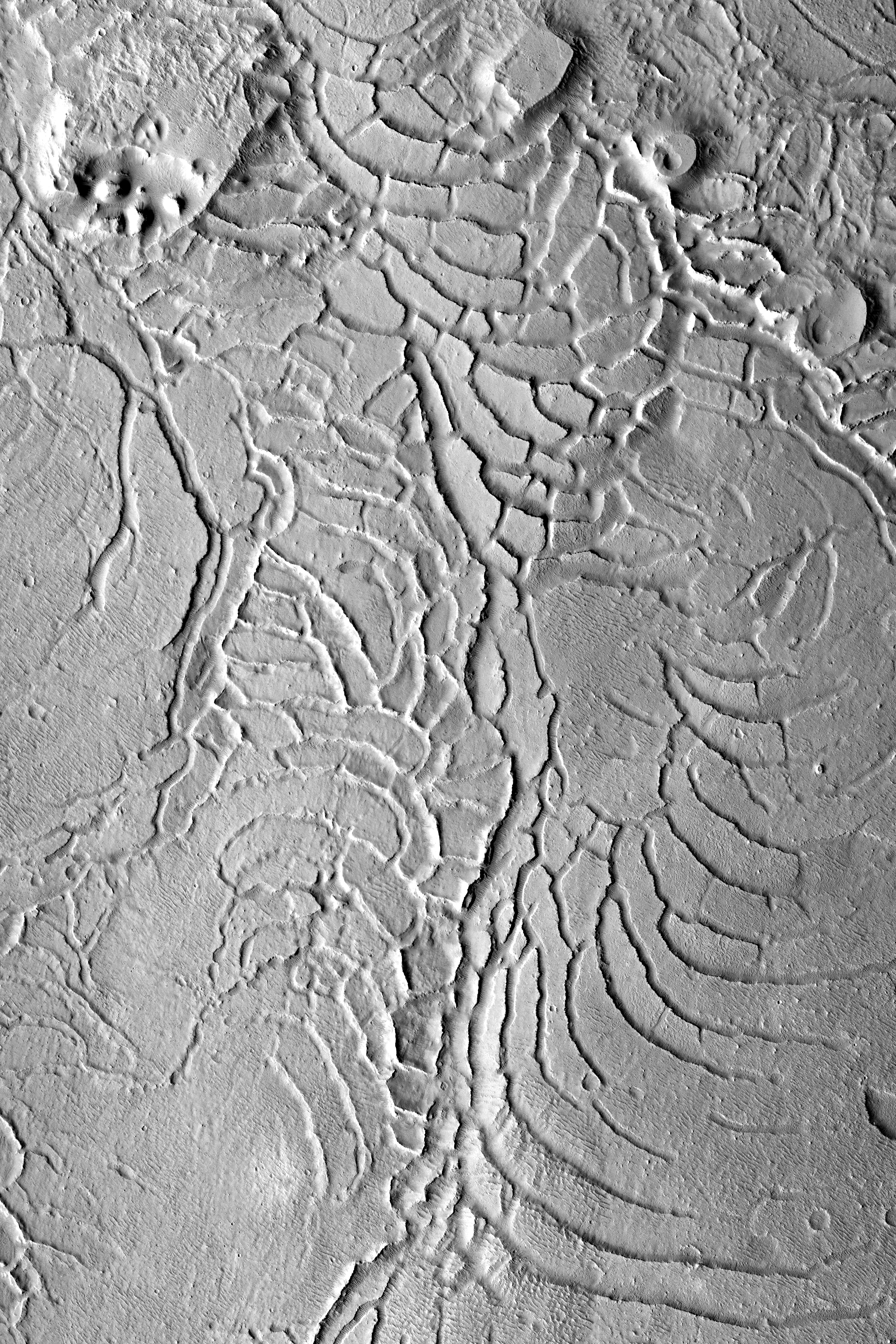
Разломы на юго-восточном краю равнины. Ширина снимка — 17 км.

## Посадки космических аппаратов

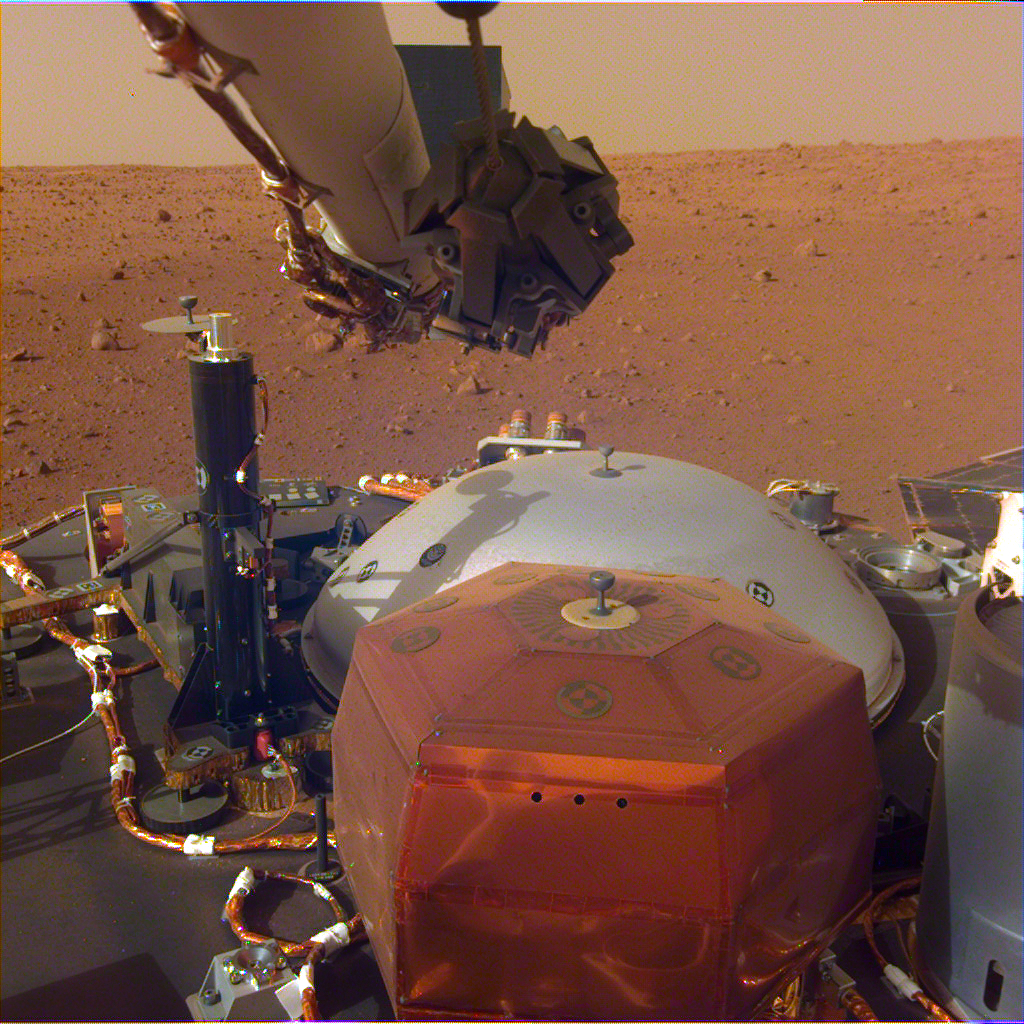
Снимок с посадочного аппарата InSight

- 4 января 2004 года в кратере Гусев на юго-восточном краю равнины Элизий (14°34′19″ ю. ш. 175°28′43″ в. д. / 14,5719° ю. ш. 175,4785° в. д.)[26] совершил посадку марсоход «Спирит» для исследования марсианского грунта.
- 6 августа 2012 года в кратере Гейл около юго-западного края равнины Элизий (4°35′22″ ю. ш. 137°26′30″ в. д. / 4,5895° ю. ш. 137,4417° в. д.)[26] совершил посадку марсоход «Кьюриосити» для исследований марсианского грунта и атмосферы.
- 26 ноября 2018 года на западном краю равнины Элизий (4°30′09″ с. ш. 135°37′24″ в. д. / 4,5024° с. ш. 135,6234° в. д.)[27] совершил посадку спускаемый аппарат InSight с сейсмометром SEIS для исследования внутреннего строения Марса. Выбор этой равнины как места посадки основан на её близости к экватору (что даёт возможность эффективной работы солнечных батарей и достаточное количество тепла), малой высоте (что важно для торможения аппарата в атмосфере), малом наклоне поверхности и отсутствии большого количества камней на поверхности и в глубине (что важно, в частности, для бурения)[28][29].